# Vailly-sur-Aisne
Vailly-sur-Aisne é uma comuna francesa na região administrativa de Altos da França, no departamento de Aisne. Estende-se por uma área de 9,97 km². Em 2010 a comuna tinha 2 045 habitantes (densidade: 205,1 hab./km²).